# Szczepanowice (Cracovie)
Pour les articles homonymes, voir Szczepanowice.
Szczepanowice est une localité polonaise de la gmina de Słomniki, située dans le powiat de Cracovie en voïvodie de Petite-Pologne.